# Immersione in grotta

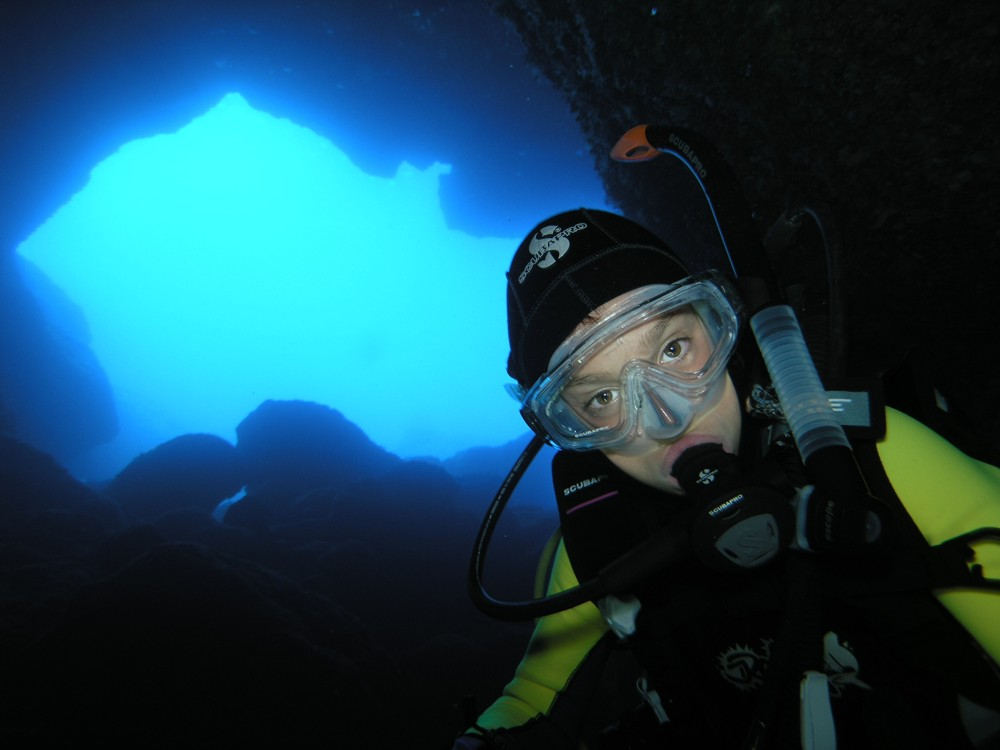
Ingresso della grotta di Nereo
AMP Capo Caccia

Una immersione in grotta, definita in alcuni casi penetrazione in grotta è una immersione subacquea tecnica nella quale viene utilizzata una specifica attrezzatura subacquea per l'esplorazione di grotte, naturali o artificiali, talvolta interamente sommerse sott'acqua.

## Attrattive
Le grotte sommerse attraggono subacquei e speleologi per molte ragioni:
- sono spesso poco esplorate o del tutto inesplorate;
- presentano una sfida per la subacquea tecnica[3];
- hanno strutture geologiche uniche[4], come stalattiti e stalagmiti sommerse;
- possono ospitare flora e fauna non visibili altrove.

## Difficoltà e pericoli

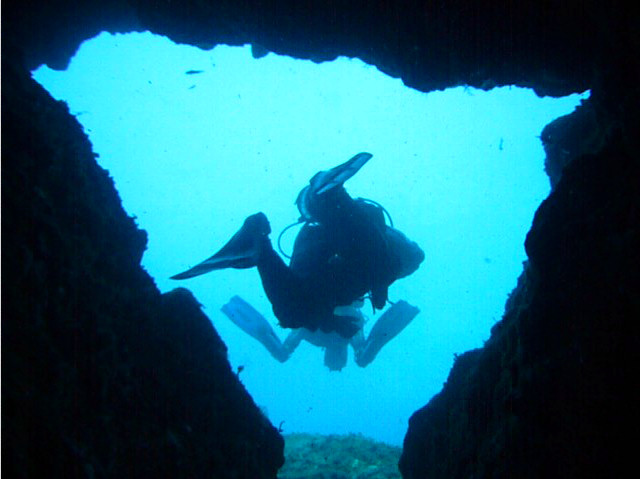
L'uscita di un grottino subacqueo.
Grotta della Colombara, Portofino

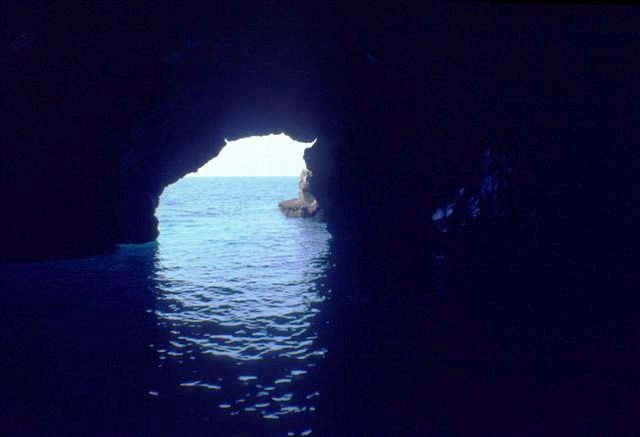
Interno della Grotta dell'Olio
AMP Capo Gallo

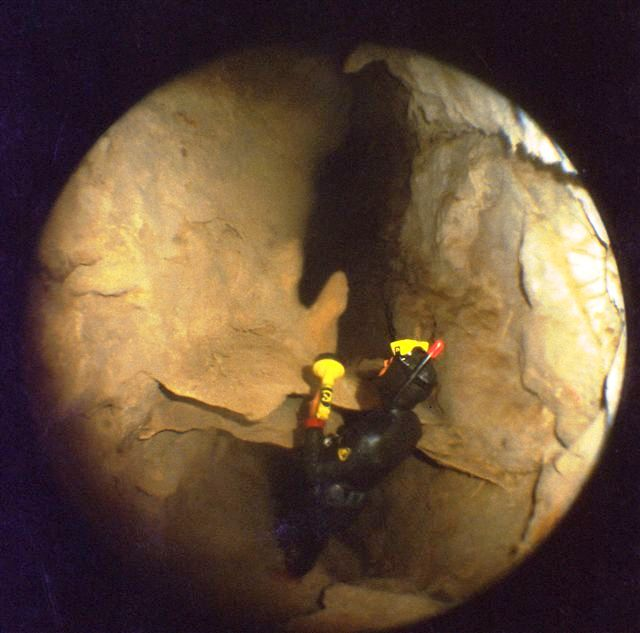
La grotta della Màzzara
AMP Capo Gallo

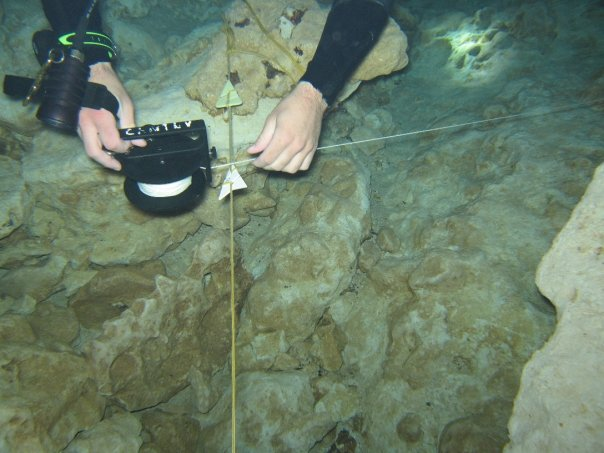
La stesura del filo d'Arianna e delle frecce di indicazione

L'immersione in grotta, tranne che nel caso di grotte molto ampie o a scarsa profondità, è una delle più difficili e pericolose per vari motivi:
- in caso di emergenza il subacqueo non può spesso riemergere direttamente in superficie;
- la via di uscita può essere a notevole distanza o in profondità. Questo significa che il subacqueo avrà bisogno di aria respirabile a sufficienza, sia per il viaggio che per eventuali emergenze, e quindi dovrà portare in immersione un gran numero di bombole[3];
- la struttura della grotta può essere complicata per i movimenti (strettoie, laminatoi, ecc) e può esserci scarsa visibilità dovuta ai sedimenti alzati dal passaggio del sub.

Le esplorazioni subacquee in grotta, anche per via degli incidenti che possono verificarsi (e che spesso, per via delle condizioni estreme, sono mortali), sono percepite come uno sport molto pericoloso, e vengono considerate a volte uno sport estremo. Molti incidenti si verificano per via della scarsa preparazione tecnica del subacqueo o di una errata programmazione dell'immersione, anche se talvolta persino uno speleosub esperto può commettere un errore fatale.
Va detto che, comunque, i margini di sicurezza per tali tipi di immersione sono molto più ampi di quelli utilizzati nel caso di un'immersione ricreativa: viene utilizzato infatti più gas respirabile e un'attrezzatura più avanzata, accompagnata da più esperienza e più addestramento.
Oltre ai normali rischi associati all'attività subacquea le immersioni in grotta presentano alcune ulteriori difficoltà:
- per via del tetto della grotta, che non permette al sub di risalire direttamente in superficie, il subacqueo dovrà ripercorrere la via d'accesso al contrario prima di poter terminare l'immersione;
- le grotte sono totalmente buie, tranne la parte vicina all'ingresso, raggiunta dalla luce naturale filtrata dall'acqua. Proseguendo nell'esplorazione l'unica fonte di luce possibile diventa quella artificiale.
- grotte e cunicoli sommersi possono essere caratterizzati da forti correnti[4], presentare sifoni o ospitare una sorgente. In presenza di correnti il subacqueo dovrà gestire diversamente l'immersione, in modo da evitare l'affaticamento e il consumo extra di gas.
- la presenza in sospensione di sabbia, fango o altri sedimenti può rendere difficile l'orientamento e ridurre notevolmente la visibilità.
- le grotte possono presentare passaggi molto stretti che richiedono particolari tecniche per superarli; è frequente incontrare punti in cui è necessario spingere le bombole per poter passare senza sbattere[4] o anche posizionarle all'inglese, cioè ai lati del corpo[2].
- la struttura della grotta può confondere l'orientamento del subacqueo[5].
- vi possono essere crolli, causati anche dalle bolle prodotte dall'erogatore del subacqueo.

## Norme di sicurezza
Vi sono cinque norme di sicurezza generalmente riconosciute dagli speleosub, anche grazie ad alcune pubblicazioni sull'argomento.
Sebbene queste regole possano sembrare molto semplici le immersioni in grotta non vanno assolutamente sottovalutate, ma praticate con estrema prudenza e con una scrupolosa programmazione anche dei minimi particolari.
Addestramento
L'addestramento è necessario a tutti i subacquei; nel caso delle immersioni in grotta non è mai abbastanza. La preparazione teorica è suddivisa in parti, ognuna concentrata su uno specifico aspetto dell'immersione. Ad ogni settore deve corrispondere un'esperienza subacquea reale, in modo da provare continuamente le tecniche e gli accorgimenti studiati. Questo addestramento continuo e lento aumenta l'esperienza del subacqueo, consentendogli di risolvere situazioni difficili rimanendo calmo.
Filo d'Arianna
Nelle immersioni in grotta una sagola, collegata alla superficie, viene mantenuta in tensione e stesa lungo tutto il tragitto, in modo che possa facilmente ricondurre i subacquei all'entrata in caso di disorientamento.
Profondità
Il consumo di aria e la durata delle tappe di decompressione aumentano con la profondità, ed è fondamentale che nessun subacqueo superi mai i limiti di profondità programmati prima dell'immersione, anche in funzione della tipologia di aria usata. L'effetto della narcosi da azoto è pericolosissimo in grotta, e i consumi di aria possono portare a finire le bombole prima della fine dell'immersione.
Gestione dell'aria
La regola più comune è quella dei terzi: un terzo della riserva di gas andrà utilizzato per la discesa, un terzo per la risalita e un terzo di sicurezza, per le emergenze. È fortemente consigliato avere una fonte d'aria alternativa completa, in modo da far fronte a problemi di tipo tecnico. Inoltre, in caso di immersioni in grotte con correnti avverse o in punti inesplorati è consigliabile aumentare ulteriormente la riserva d'aria calcolata con la regola dei terzi, che andrà considerata come il minimo indispensabile per l'immersione.
Luce
Tutti i subacquei dovranno avere tre fonti di luce indipendenti. Due sempre accese, l'altra di backup in modo che se una si rompe non si rimanga al buio. In caso di rottura delle torce è necessario interrompere l'immersione, in quanto il rischio di rimanere al buio è troppo per proseguire nell'esplorazione.

## Didattica
L'addestramento per le immersioni in grotta include la scelta e la configurazione dell'attrezzatura, i protocolli e le tecniche, la gestione del gas, le tecniche di comunicazione, le tecniche di propulsione, la gestione delle emergenze e l'educazione psicologica.
Generalmente gli addestramenti sono di almeno 2 tipi, classificati anche dalle diverse didattiche:
- il cavern diving

addestramento e certificazione per l'immersione in avangrotta, quindi per le visite delle parti iniziali delle grotte, quindi in condizioni di sicurezza assoluta e adatte anche a chi non ha molto esperienza di immersioni, con la necessità di intravedere sempre gli ingressi e relativa illuminazione, anche se limitata, solare, e con la massima penetrazione di ca 40 mt, considerata la distanza tra il subacqueo e la superficie anche in senso orizzontale, e utilizzo di attrezzature subacquee simili a quelle dell'immersione ricreativa, con aggiunta di luci adeguate e in certi casi di mulinello,
- il cave diving

addestramento e certificazione per immersione e penetrazione profonda delle grotte, relative diramazioni ed eventuali bypass con ritorni a circolo, quindi in condizioni di sicurezza relative e praticabile solo da persone con molta esperienza di immersione addestrate ed attrezzate con i metodi delle immersioni tecniche quindi con pianificazione dettagliata e ridondanza di strumenti ed accessori, quali doppie bombole separate, doppio erogatore, doppi manometri, luci quadruple, bussole di navigazione e diversi mulinelli avvolgi sagola. Nel caso di addestramento per esplorazioni e penetrazioni molto profonde è necessario dotarsi di attrezzature e bombole in numero tale da garantire quantità di aria o miscele anche oltre il necessario previsto, se non addirittura uso di rebreather che aumentano notevolmente l'autonomia. E nel caso di acque fredde o estremamente fredde e profondità elevate, mute stagne anche riscaldate, e piani di decompressione abbinati se possibile a disponibilità di camere iperbariche o campane sommerse per decompressioni all'asciutto. Tale tipo di attività per le sue effettive difficoltà e genere di rischio è considerata anche come Sport estremo.